# 姿川村
姿川村（すがたがわむら）は栃木県の南部、河内郡に属していた村である。

## 地理

### 河川
- 姿川

宇都宮市の北西部、新里町の鞍掛山に源を発し、大谷町などを通り、姿川地区を西部から南に流れ、壬生町・下野市を経て、小山市内で思川に合流する。
平安時代、大谷寺付近で蜂が群生し人々を苦しめていたところ、弘法大師（空海）の耳に入り、大師が蜂を退治し、蜂のすんでいた岩山に一夜にして観音様を掘り込むと、川でみそぎし立ち去った。翌朝、里人が川のほとりに立つと、大師の姿が川面に映ったとのいわれから、姿川と呼ぶようになった。

### 湖沼
- 鶴田沼

農業用ため池として、近隣の農家によって維持管理されていて、地元では「ひょうたん池」と呼ばれてきた。現在は、環境保全団体「グリーントラストうつのみや」が沼周辺の緑地を含めて維持管理を行っている。
- 上欠沼

古くは「亀ケ甲沼」、現代は｢初網沼｣または｢溜め｣と呼ばれている。現在も農業用水として近隣農家によって維持管理されている。1986年に浚渫などの改良工事実施。

### 植物
- 中鶴田の大フジ

個人所有で、樹齢250年。1960年に宇都宮市の天然記念物に指定。
- 姿川第一小のフジ

校庭の藤棚で、1976年に宇都宮市の天然記念物指定。
- ニッコウキスゲ

姿川右岸から上欠町の聖山公園に自生している。

## 歴史
- 1889年（明治22年）4月1日 町村制施行により、上欠下村、下欠下村、鷺谷村、鶴田村、上砥上村、下砥上村、西川田村、兵庫塚村、幕田村が合併し河内郡姿川村が成立する。
- 1934年（昭和9年）1月1日 鶴田の一部が宇都宮市へ編入される。
- 1952年（昭和27年）4月1日 西川田、鶴田の一部が宇都宮市へ編入される。
- 1955年（昭和30年）4月1日 雀宮町とともに宇都宮市へ編入され消滅。

## 村長
- 坪山徳弥

## 公共施設
- 役場[6]

1885年に姿川村となった9村に、江曽島村と針ヶ谷村を加えた11か村の連合役場が旧西川田村役場に開設。
1889年の姿川村誕生時の役場庁舎は、連合役場が開設された旧西川田村役場をそのまま使用。
1894年に村の中心に位置する姿川中央小近くに庁舎を新築したが、1902年の大暴風で倒壊し近くの店に移住。
1904年に姿川第二小学校創建で不要となった旧北校の校舎を移築して復元。
1950年に姿川中学校の西側に新築移転。
1955年の宇都宮市との合併後は｢宇都宮市役所姿川支所｣に。

### 学校
出典
- 寺子屋や塾

江戸の終わり頃に、上欠下村に木村塾、幕田村には荒川塾など寺子屋や塾などの民間教育施設が相次いで開設された。
- 公立学舎

1872年（明治5年）欧米の教育制度を取り入れた学制が発布され、小学校の前身にあたる公立学舎が相次いで開設。これらは寺社に間借りし、授業料が必要だった。
1872年に協力学舎（福智院）、西川田学舎（光音寺）、教童学舎（東福寺）開設。
1875年に上砥上学舎（福寿院）開設。
1877年に上砥上学舎と教童学舎を併合。
- 尋常小学校

1889年に姿川村誕生後に、姿川尋常小学東校・姿川尋常小学南校・姿川尋常小学北校を相次いで新設。
1894年に姿川尋常高等小学校(現･宇都宮市立姿川中央小学校)創設。
1911年に再編し、東校と南校を統合し｢姿川第一尋常小学校｣、北校を廃して｢姿川第二尋常小学校｣設立。
1941年に国民学校令発令により、姿川村立｢姿川国民学校」、｢姿川第一国民学校｣、｢姿川第二国民学校｣に改称。
学校教育法公布により、姿川村立｢姿川中央小学校｣、｢姿川第一小学校｣、｢姿川第二小学校｣に改称。
- 宇都宮市に合併後

1955年、宇都宮市と合併により姿川村立から宇都宮市立に改称。
人口増加に伴い1957年（昭和32年）に宇都宮市立富士見小学校、1984年（昭和59年）に宇都宮市立新田小学校が開校した。
- 中学校

1947年に姿川中央小学校に間借りして村立姿川中学校開校。
1948年に現在地に新築移転。

### 公共施設
- 1933年宇都宮競馬場開設（2005年廃止）
- 1950年県営宇都宮総合運動場開設

### 鉄道
- 日本国有鉄道（現：東日本旅客鉄道）
  - 日光線：鶴田駅
- 東武鉄道
  - 宇都宮線：西川田駅
- 宇都宮石材軌道